# Cayaurima
Cayaurima (provincia de Nueva Andalucía, desconocido - provincia de Nueva Andalucía, 1585) fue un cacique de los indios Cumanagotos de la provincia de Nueva Andalucía en Venezuela, se caracterizó porque cojeaba, desde 1570 liderando indios Cunamagotos enfrentó y venció varias expediciones españolas comandadas por Jácome de Castellón, Diego Hernández de Serpa y Garci González de Silva, enviadas para controlar la zona entre los ríos Unare y Neverí.
En 1585 la expedición de Cristóbal Cobos es enviada a someter a los indios rebeldes de la provincia oriental, en la batalla Macarón, Cayaurima es capturado y los indígenas a sus órdenes se rindieron y cumplieron las exigencias de los conquistadores para lograr la libertad de su jefe. Cobos cumplió su promesa y lo liberó, sin embargo, Cayaurima vuelve a rebelarse y muere a manos de los españoles, las versiones sobre su muerte varían, algunas afirman que fue asesinado a garrotazos y otras que fue amarrado a cuatro caballos y desmembrado.

## Biografía
Pertenecía a la tribu de los Cunamagoto que habían sometido a tribus vecinas, es probable que naciera en las cercanías del río Neverí en la provincia de Nueva Andalucía, en la actual ciudad de Barcelona, según algunas fuentes era cojo.

### Expedición de Diego Hernández de Zerpa
En el año de 1569 la corona española encomendó al gobernador de la provincia de Nueva Andalucía Diego Hernández de Zerpa la fundación de otras poblaciones en el oriente de Venezuela donde habitaban los Cunamagoto. El gobernador partió con 400 hombres y llegó hasta el margen izquierdo del río Neverí donde fundó un poblado, para luego continuar su camino hacia Guayana, por el camino eran acechados por los Cunamagoto. El 10 de mayo de 1570 en la sabana de Carrizal, Cayaurima y sus indígenas inician un combate contra los invasores, en la batalla mueren muchos soldados y según la tradición Zerpa es estrangulado por el propio Cayaurima. Con la victoria los Cunamagoto obtuvieron años de paz, ya que ningún otro español se aventuro en esas tierras hasta el año de 1579.

### Expedición de Garci González de Silva
En 1579 Garci González de Silva parte desde Caracas con 600 soldados hasta los márgenes del río Unare, atraviesa algunos poblados y somete a varias tribus, al acercase al poblado de Utuguane, los Cunamagoto lo incendian y envenenan sus fuentes de agua. Al día siguiente Garci González sale en búsqueda de los indígenas que se encuentran en un llano conocido como el Juncal en las cercanías de la ciudad de Barcelona. Cayaurima y los indígenas dejaron que los españoles se acercaran, al estar cerca los indígenas atacaron desde diversos frentes, los españoles fueron derrotados y huyeron a la ciudad de Píritu donde Garci González decidió abandonar las tierras de los Cunamagoto, con esta victoria aumentó la fama de Cayaurima.

### Expedición de Cristóbal Cobos
En 1585 el Consejo de Indias encomienda a Cristóbal Cobos la tarea de someter a los Cumanagoto, parte con 160 soldados, 100 cabalgaduras y 300 indios que reclutó en la costa. En marzo de 1585 Cobos y sus hombres llegan a la boca del río Neverí, invadiendo territorio Cunamagoto, Cayaurima con 2000 indígenas entabla combate hasta el anochecer, cuando los indios comienzan a retirarse, Cobos puede avanzar hasta Macarón, donde volverían a combatir. A la mañana siguiente comienza el combate en donde ambos bando sufren bajas, sin embargo, los españoles logran la captura de Cayaurima y la rendición de los indígenas.

### Muerte
Tras la captura de Cayurima los Cunamagoto trataron de obtener su libertad, cumplieron las exigencias de los españoles y colaboraron con la construcción de las casas del asentamiento de San Cristóbal de los Cumanagotos, actualmente ubicada entre la ciudad de Barcelona y playa Maurica, tras esto Cobos cumplió su palabra y dejó en libertad al cacique, en libertad Cayaurima reanuda la guerra pero esta vez muere a mano de los españoles, algunas versiones afirman que murió a garrotazos y otras aseguran que fue desmembrado amarrado por cuatro caballos.

## Reconocimientos
En Venezuela su nombre se ha usado en monumentos, para nombrar calles y sectores de algunas ciudades, en el norte del estado Anzoátegui el bus de tránsito rápido de la empresa pública TransAnzoátegui fue nombrado en su honor.